# 오천만의 일급비밀
《오천만의 일급비밀》은 대한민국 KBS에서 방영되었던 프로그램이다. 2006년 11월 24일에 첫 방송되었다가 2008년 3월 23일 방영분을 끝으로 폐지되었다.
한편, 공영방송의 교양프로그램으로서 미신과 대박 신화를 여과없이 다뤘다는 이유로 민주언론시민연합 방송모니터위원회로부터 2006년 11·12월 유감방송에 선정되는 불명예를 안았다.

## 출연진
- 이혁재 (첫 회 ~ 2008.1.6)
- 전현무 (2008.1.13 ~ 최종회)
- 박지윤(30기)

## 방송 시간
- 2006년 11월 24일  ~  2007년 4월 27일 KBS 2TV 금요일 오후 6:40
- 2007년 5월 1일  ~ 2007년 10월 30일 KBS 1TV 화요일 오후 7:30
- 2007년 11월 11일 ~ 2008년 3월 23일 KBS 2TV 일요일 오전 9:45

## 기타
- 첫 회부터 메인 MC를 맡아 온 개그맨   이혁재가 개인사정으로 빠진 뒤 전현무 아나운서가 2008년 1월 13일부터 후임으로 들어왔는데[2] 전현무 아나운서는 해당 프로그램을 통해서 처음으로 메인 MC 데뷔를 했다.